# Лаура Моранте
Лаура Моранте, (італ. Laura Morante; *21 серпня 1956, Санта-Фйора, Тоскана) — італійська акторка.

## Життєпис
Народилася в Санта-Фйора, Тоскана, і є племінницею відомої італійської письменниці Ельзи Моранте.

## Фільмографія
- 1981: Трагедія смішної людини
- 1985: Le due vite di Mattia Pascal
- 1998: La Mirada del Otro
- 2001: Кімната сина / La stanza del figlio
- 2001: Hotel
- 2002: The Dancer Upstairs
- 2002: Подорож під назвою любов / Un viaggio chiamato amore
- 2003: Пам'ятай мене / Ricordati di me
- 2004: Imperium: Nerone (телефільм)
- 2005: Імперія вовків / L'empire des loups
- 2006: Cœurs
- 2006: Fauteuils d'orchestre
- 2007: Мольєр / Molière
- 2008: Tutta la vita davanti
- 2012: Вишенька на новорічному торті / La Cerise sur le gâteau
- 2013: Ромео і Джульєтта
- 2016: Щастя бути одною
- 2022: За річкою, в тіні дерев